# 東薩林鎮區 (堪薩斯州謝里敦縣)
東薩林鎮區（英語：East Saline Township）是位於美國堪薩斯州謝里敦縣的一個行政鎮區。

## 地方資料
東薩林鎮區的面積為185.90平方千米，當中陸地面積為185.85平方千米，而水域面積為0.05平方千米。根據2010年美國人口普查的數據，當地共有人口45人，而人口密度為每平方千米0.24人。

## 外部連結
- US-Counties.com
- City-Data.com （页面存档备份，存于）